# 황금독화살개구리
황금독화살개구리(학명: Phyllobates terribilis)는 콜롬비아의 열대우림에 서식하는 독화살개구리의 일종이다. 서식지 파괴로 인해 절멸위기에 처해 있다. 작은 몸집에 비하여, 지구상에서 가장 유독한 동물 중 하나다.